# Бакун, Альберт Александрович
Альберт Александрович Бакун (род. 21 августа 1946, Выборг, Ленинградская область) — советский и российский живописец, член Творческого объединения «Эрмитаж». Представитель школы аналитической живописи.

## Биография
В 60-е годы обучался Изобразительному искусству в Выборгской студии рисования и живописи. В 1962 году поступил в Ленинградское художественное училище имени В. А. Серова. После окончания второго курса был отчислен с формулировкой «за увлечение буржуазно-формалистическими направлениями искусства Запада». В 1965 году восстановлен в училище, которое окончил в 1967.
С осени 1964 регулярно посещает Эрмитаж с целью изучения искусства старых мастеров. В конце 1969 года начинает брать уроки аналитического интерпретирования у Г. Я. Длугача. Творческий процесс копирования эрмитажных шедевров продолжается и сегодня, спустя пять десятилетий после первого музейного опыта.
Дважды — в 1967 и в 1988 годах подавал заявления на вступление в Союз художников СССР, которые были отвергнуты по причине «увлечения формалистическими направлениями искусства Запада». Член Творческого объединения «Эрмитаж», участник многочисленных выставок этого объединения в Санкт-Петербурге, Выборге, Киеве, Харькове и в 24 штатах Америки. В составе творческого объединения в 1990-е годы преподавал в школах и университетах США. С 2008 года пишет и выставляется на юге Франции.

## Творчество

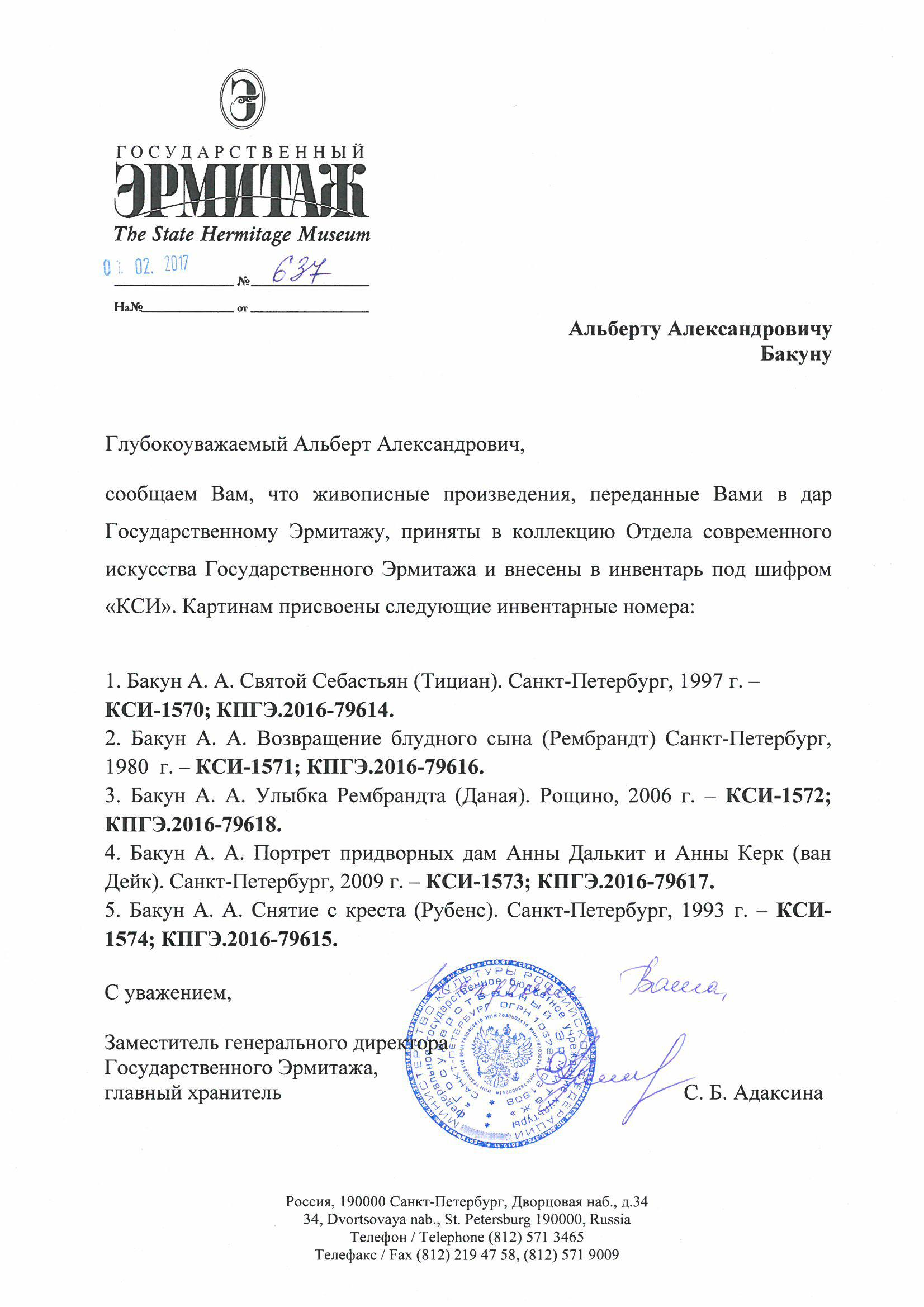
Работы из собрания Гос. Эрмитажа.

Основой творчества А. А. Бакуна стало аналитическое исследование и разработка геометрических построений. Выверенная, совершенная форма шедевров и многолетнее изучение опыта старых мастеров сильно повлияли на художника. Форматные, сложные по композиции, с яркими цветовыми решениями «аналитические интерпретации» вобрали в себя многолетний опыт авторских истолкований самых известных живописных полотен. Работа в Государственном Эрмитаже продолжается пятьдесят три года и не заканчивается и сегодня.

## Выставки

### Персональные выставки
- 1993 — Gwenda Jay/Addington Gallery, Chicago, Illinois. USA;
- 1995 — Upper Edge Gallery, Aspen, Colorado. USA;
- 2009 — «Русское искусство от А…Я», Арт-холл «Монако», Санкт-Петербург;
- 2010 — «220 лет Таврическому дворцу», Таврический дворец, Санкт-Петербург;
- 2011 — «Русское искусство от А…Я», Арт-холл «Монако»: Санкт-Петербург;
- 2014 — Эрмитаж-Выборг, г. Выборг[1].
- 2023 — Музей современного искусства Эрарта, г. Санкт-Петербург;

### Участие в выставках
- 1989 — «От неофициального искусства к перестройке», Ленинград[2];
- 1990 — «150 лет искусства со всего света», Лос-Анджелес. США;
- 1991 — «От Андеграунда к перестройке», выставочный комплекс Гавань. Спб;
- 1993 — Русская миссия организации объединённых наций, Нью-Йорк. США[2];
- 1995 — Всемирный торговый центр, Балтимор. США[2];
- 1998 — «Неклассическая классика», Государственный Эрмитаж[2][3];
- 1998 — «Круги от камня», ЦВЗ «Манеж», Санкт-Петербург[2];
- 1999 — Художественный музей, Сиэтл, Вашингтон. США;
- 2000 — Музей искусств, Монтеррей. США.

## Расположение работ
- Государственный Эрмитаж;
- Эрмитаж-Выборг;
- Museums of Sonoma County, USA[англ.];
- Riverside Art Museum, California, USA[англ.];
- Monterey Museum of Art, Monterey, California, USA[англ.];
- Частные собрания и галереи России, Западной Европы и США;
- Более 40 работ экспонируются в галерее LMS г. Сен-Поль-де-Ванс, Франция.